# Flickan som lekte med elden (filme)
Flickan som lekte med elden (bra: A Menina Que Brincava com Fogo; prt: Millennium 2 - A Rapariga Que Sonhava com uma Lata de Gasolina e um Fósforo) é um filme sueco de Daniel Alfredson, estreado em 2009. O filme baseia-se no livro homónimo de Stieg Larsson.

## Elenco
- Michael Nyqvist... Mikael Blomkvist
- Noomi Rapace... Lisbeth Salander
- Lena Endre... Erika Berger
- Peter Andersson... Nils Erik Bjurman
- Per Oscarsson... Holger Palmgren